# Књига Јездрина
Књига Јездрина је 10. књига Светог писма Старог завета и 36. књига Танаха.
Према традиционалном предању, књигу је написао пророк Јездра. Књига је написана око 460. п. н. е. у Јерусалиму. Обухвата период од 537.-467. п. н. е.
Први део (Поглавља 1-6) је око поновном храм у Јерусалиму, други део (поглавље 7-10) на излет у Јерусалиму и оснивање јеврејске заједнице.
Езра се наставља на Другу књигу Дневника. Последња два стиха исте књиге идентична су првим стиховима Јездре: "Али прве године персијског краља Кира, да би се испунила реч Господња објављена на Јеремијина уста, подиже Господ дух персијског краља Кира те он огласи по свему својем краљевству усмено и писмено (2 Љет 36 , 22-23; Езр 1,1-2) [1]. На књигу Јездрину, наставља се Нехемијина књига. У обе књиге налази се готово истоветан списак јеврејских повратника (Езр 2, Нех 7) Некада су може чиниле исту књигу па су касније раздвојене. Оригинал је написан на хебрејском језику, осим појединих поглавља (Езр 4,18-6,18; 7,12-26), који су написани на арамејском језику, службеном у Персији. Та поглавља садрже службене персијске документе
Израелци су били у вавилонском заточеништву око 70 година. Након што је Вавилон освојио Кир Велики, допустио је вјерске слободе и повратак Израелаца у домовину. Прва група повратника вратила се око 536. п. н. е.: "Тада усташе главари породице Јуде и Бењамина, свештеници и левити, и сви којима је Бог подстакао дух и кренуше градити Дом Господњи у Јерусалиму (Езр 1,5)". Друга група вратила се 458. п. н. е. Јездра их је предводио. Трећу групу предводио је Немија 445. п. н. е.
Јездра у овој књизи описује први повратак из прогонства и обнову јерусалимског храма. Навео је детаљан попис повратника, број домаћих животиња и списак поклона за Дом Божји. Околни народи нуде своју помоћ. Иако поштују истога Бога, одбијени су јер се њихова вера мешала са страним утицајима. Ометају градњу и послали су тужбу персијском краљу: "За Ксерксова краљевања, на почетку његове владавине, саставише тужбу против становника Јудеје и Јерусалима (Езр 4,6)." Тужба је била и за време Артаксерксовог владања. Јездра је у књизи ставио препис документа на арамејском језику и одговор краља Артакцеркца, који је забранио градњу, што је потрајало 15 година. Пророци Агеј и Захарија потицали су људе на поновну градњу Храма упркос забрани. Ускоро је решен спор, након што је персијски краљ сазнао да је Кир издао повељу о градњи Храма. Наставили су радове и завршили: "Храм је завршен двадесет трећег дана месеца Адара (Езр 6,15)." Прославили су завршетак градње и успоставили богослужје у Дому Божијем.
После тога, описан је повратак друге групе повратника, које је предводио Јездра. Персијски краљ Артаксеркс. дао му је указ с допуштењем повратка и поручио му је нека узму злато и сребро те добровољне приносе за Јерусалим. Дао му је овлашћења, да постави чиновнике и судије. Јездра је написао детаљан попис повратника. Ражалостио се када је сазнао, да већ пре повратка Израелци живе у многим гресима. Поготово му је сметало, што су многи били у мешовотим браковима са припадницима околних народа, који су поштовали лажне богове. Народ га је послушао, променили су се, отпустили жене странкиње и исправили пропусте.